# ژرف (زاوه)
ژرف روستایی در دهستان سلیمان بخش سلیمان شهرستان زاوه استان خراسان رضوی ایران است. بر پایه سرشماری عمومی نفوس و مسکن در سال ۱۳۹۰ جمعیت این روستا ۹۸۰ نفر (در ۲۵۴ خانوار) بوده است.